# Skomarje
Skomarje – wieś w Słowenii, w gminie Zreče. 1 stycznia 2018 liczyła 176 mieszkańców.